# Tahal
Tahal – gmina w Hiszpanii, w prowincji Almería, w Andaluzji, o powierzchni 94,82 km². W 2011 roku gmina liczyła 473 mieszkańców.